# ホスホラン

典型的なホスホラン基の構造

ホスホラン（phosphorane、IUPAC名: λ5-phosphane）は、5価の有機リン化合物の官能基である。一般的な化学式は、PR5で表される。Rは水素原子や、フェニル基 (Ph) などの置換基に置き換えられ、PH5、Ph5Pの様に表される。
ホスホランは、3つのエカトリアル結合より長い2つのアキシアル結合を持った三方両錐形である。
R3P=CR2型のホスホランは、ウィッティヒ反応の試薬として利用される。